# Lenin Hurtado
Jaime Lenin Hurtado Angulo (Guayaquil, 4 de noviembre de 1963) es un abogado y político ecuatoriano afroecuatoriano alineado con el partido Unidad Popular, ex-MPD.

## Trayectoria
Hijo de Jaime Hurtado González y Siria Angulo Alcívar, segundo de tres hermanos, de los cuales es el único varón. Estudió en el Colegio Fiscal Vicente Rocafuerte. Se graduó de abogado en la Universidad Católica de Santiago de Guayaquil, posteriormente alcanzó el grado de doctor en jurisprudencia. Tiene dos maestrías: en Derecho Procesal y en Propiedad Intelectual. Está cursando un doctorado en Ciencias Jurídicas en la Universidad de La Habana.
Inició su carrera política tras el asesinato de su padre en el 1999, siendo primero candidato para el Congreso en el año 2002 por la provincia del Guayas, no resultando electo. En el 2004 se postularía para ser Prefecto de Guayas, no obteniendo el cargo. Finalmente resultaría electo asambleísta para la Asamblea Constituyente del 2008 siendo parte de la mesa 10 de Legislación y fiscalización.
Durante su etapa en la Asamblea Constituyente participaría activamente en las diferentes comisiones conformadas para la elaboración de la Constitución del 2008, a la vez que dio un análisis de la situación de la provincia del Guayas en el cual criticó el gobierno provincial socialcristiano, más tarde en el 2016 durante una entrevista indicaría que apoyaba ciertos logros de la alcaldía de Jaime Nebot en la cuestión de la regeneración urbana.
En el 2012 fue precandidato por el MPD a la presidencia dentro de la Unidad Plurinacional de las Izquierdas obteniendo el 3.5% dentro de la alianza siendo Alberto Acosta el candidato oficial de la izquierdas, mientras el sería puesto como candidato de la coalición a la Asamblea por Guayas, sin conseguir el escaño.
Nuevamente en el 2016 es precandidato presidencial por Unidad Popular dentro del Acuerdo Nacional por el Cambio pero el 28 de septiembre declina su candidatura a favor de Paco Moncayo, convirtiéndose así candidato por Unidad Popular a la Asamblea Nacional, encabezado la lista nacional de este partido, la cual no resultaría electa.
Para el balotaje de las elecciones presidenciales de 2017, realizado el 2 de abril, apoyó al candidato de la oposición Guillermo Lasso, siguiendo la línea planteada por Unidad Popular de terminar con el régimen correísta.
Fuera de la actividad política ha fundado la cátedra de Derecho Informático en la Universidad Santiago de Guayaquil, siendo docente en la facultad de jurisprudencia, carrera de Derecho. También fue docente en el Colegio Vicente Rocafuerte. En el 2015 defendió al caricaturista Xavier Bonilla (Bonil), acusado de discriminación contra asambleísta Agustín Delgado.
| Predecesor: Gustavo Terán Acosta                            | Primer Vocal Principal del Movimiento Popular Democrático 19 de enero de 2008 - 27 de septiembre de 2014 | Sucesor: Lucía Sosa (Primera Vocal Principal del UP) |
| Predecesor: Mary Mosquera (Segunda Vocal Principal del MPD) | Segundo Vocal Principal del Movimiento Unidad Popular 27 de septiembre de 2014 - Actualidad              | Sucesor: En el cargo                                 |